# Riserva naturale Basso Merse
La riserva naturale Basso Merse è un'area naturale protetta situata nei comuni di Monticiano, Murlo e Civitella Paganico, appartenenti alle province di Siena e Grosseto. La riseva occupa una superficie di 1.743 ettari ed è stata istituita nel 1996.

## Territorio
La riserva ha una estensione complessiva di 1.743 ettari, che interessa l'area dei bacini del basso Merse, del fosso Stata e del torrente Crevole. Si localizza in una zona collinare con morfologia impervia, di elevato valore paesaggistico.

Le formazioni geologiche presenti sono riconducibili alla facies Ligure e a quella del Neoautoctono. Tra le emergenze mineralogiche si segnala la mineralizzazione cuprifera in noduli, vene e diffusioni in corpi argillosi, posti al contatto tra basalti e gabbri nella zona di Vallerano.

## SIR
Il sito di interesse regionale (SIR) "Basso Merse" è in parte compreso nella Riserva naturale provinciale ”Basso Merse”, in parte nella Riserva naturale Tocchi e nell'Area naturale protetta di interesse locale Val d'Orcia. È stato proposto come sito di importanza comunitaria (pSIC) per i suoi rilievi collinari con prevalenza di copertura forestale: leccete e relativi stadi di degradazione, boschi di latifoglie termofile e mesofile, rimboschimenti di conifere, aree agricole.
Emergenze: 
- Area a naturalità media o elevata e con scarso disturbo antropico.
- Ecosistemi fluviali di medio corso in buono stato di conservazione.

I principali elementi di criticità interni al sito sono: 
- Riduzione delle fasce per l'utilizzazione agricola delle aree di pertinenza fluviale.
- Rimboschimenti di conifere (particolarmente dannosi quelli in pascoli abbandonati e quelli su substrato ofiolitico), con diffusione spontanea del pino marittimo nei boschi degradati e negli ambienti aperti.
- Perdita di aree aperte, per abbandono di aree agricole e pascoli in aree marginali.
- Disturbo legato all'asse viario Siena-Grosseto.
- Fenomeni sporadici di inquinamento delle acque.
- Interventi sulla vegetazione ripariale e gestione idraulica nei corsi d'acqua minori che producono perdita di aree di riproduzione per specie ittiche.
- Diffusione di specie alloctone vegetali (soprattutto robinia nelle fasce ripariali) e animali (introduzioni di ittiofauna).

I principali elementi di criticità esterni al sito sono: 
- Perdita di aree aperte per evoluzione spontanea della vegetazione e per opere di rimboschimento di aree agricole e pascoli abbandonati.
- Coltivazioni intensive (risaie) e altre aree agricole in zone prossime al fiume, immediatamente a monte del sito.
- Interventi di ripulitura della vegetazione ripariale e di gestione idraulica nei corsi d'acqua minori, con perdita di aree di riproduzione per le specie ittiche.

I principali obiettivi di conservazione da adottare sono: 
1. Tutela/riqualificazione dei corridoi fluviali e dei relativi popolamenti faunistici (EE).
2. Tutela dell'eterogeneità del mosaico ambientale e salvaguardia degli stadi pionieri e intermedi delle successioni (E).
3. Tutela delle specie animali di maggiore interesse conservazionistico e ricostituzione di popolazioni vitali di lontra (E).
4. Tutela e recupero delle garighe su ofioliti (M).
5. Mantenimento della continuità delle estese e ininterrotte cenosi forestali, tutela e incremento dei livelli di naturalità (anche mediante progressiva sostituzione del pino marittimo e delle altre conifere di impianto con latifoglie autoctone) e di maturità (M).

Indicazioni per le misure di conservazione: 
- Applicazione del piano di gestione al territorio della Riserva naturale Basso Merse (EE).
- Misure gestionali e/o normative per risanamento/bonifica di eventuali fonti di inquinamento delle acque (discariche di miniere, scarichi civili, ecc.) (E).
- Limitazione degli interventi di gestione idraulica del corso d'acqua a quelli strettamente necessari, per motivi di sicurezza, e definizione di un protocollo tecnico per l'esecuzione di tali interventi (valido anche per gli altri SIR con importanti tratti fluviali) (E).
- Misure gestionali o contrattuali per la riqualificazione e/o l'ampliamento delle fasce ripariali, anche nei corsi d'acqua minori (M).
- Misure gestionali o contrattuali per l'avviamento di interventi selvicolturali di miglioramento ecologico dei soprassuoli artificiali (M).
- Misure contrattuali per la cessazione delle pratiche agricole in aree esondabili, da “restituire” progressivamente alla competenza fluviale (B).
- Misure contrattuali per l'adozione di tecniche agricole che favoriscano maggiormente la biodiversità nel comprensorio risicolo (B). 8. Controllo degli scarichi di rifiuti solidi in alveo (B).

## Fauna
Dal punto di vista faunistico l'area riveste notevole importanza per la presenza della lontra (Lutra lutra), anche se mancano segnalazioni per gli ultimi anni. Consistenti anche le presenze del capriolo (Capreolus capreolus, che qui costituisce una delle ultime popolazioni autoctone italiane; la presenza del daino (Dama dama) è invece dovuta alla sua fuga da recinti di allevamento. Di notevole interesse anche la presenza della martora (Martes martes), della puzzola (Mustela putorius) e del gatto selvatico (Felis silvestris).

L'elevata naturalità permette la presenza di numerosi rapaci diurni tra cui il lodolaio (Falco subbuteo), il falco pecchiaiolo (Pernis apivorus), lo sparviero (Accipiter nisus), il biancone (Circaetus gallicus) e la poiana (Buteo buteo. Vi nidificano inoltre, tra le altre specie, il succiacapre (Caprimulgus europaeus), l'averla piccola (Lanius collurio e la tottavilla (Lullula arborea); nei torrenti è presente inoltre il martin pescatore (Alcedo atthis).

Da segnalare infine la salamandrina dagli occhiali (Salamandrina terdigitata), anfibio endemico dell'Italia peninsulare, e il rospo smeraldino (Bufotes balearicus), oltre a numerose specie di invertebrati rare e localizzate.
Ricca anche la fauna ittica autoctona con specie rare o in diminuzione quali il vairone, la rovella ed il ghiozzo di ruscello.
All'interno del SIR, tra i crostacei si segnala la presenza del gambero di fiume (Austropotamobius pallipes), tra gli uccelli il biancone (Circaetus gallicus) è nidificante e ben rappresentato.
Tra i mammiferi del SIR, il gatto selvatico (Felis silvestris) e la lontra (Lutra lutra), probabilmente estinta nel corso degli anni novanta. Il SIR è un'area potenzialmente molto idonea per il lupo (Canis lupus). Ittiofauna in buono stato di conservazione, comprendente specie di interesse regionale e comunitario.

## Flora
La vegetazione boschiva, prevalente nell'area, è occasionalmente interrotta da coltivi, molti dei quali abbandonati (l'intera area è pressoché disabitata, compreso il nucleo principale di Vallerano). I boschi, ben conservati e stabili, sono per lo più caratterizzati da sclerofille sempreverdi mediterranee (con Quercus ilex e Viburnum tinus) che, nella stazioni più fresche, sono frammiste a caducifoglie quali il cerro (Quercus cerris, la roverella (Quercus pubescens), l'orniello (Fraxinus ornus) e il carpino nero (Ostrya carpinifolia).

Nelle situazioni più degradate prevalgono formazioni di macchia bassa con eriche (Erica spp.) e corbezzolo (Arbutus unedo), oppure radure con vegetazione erbacea o basso arbustiva; lungo i corsi d'acqua si rinvengono associazioni igrofile con pioppi (Populus spp.) e salici (Salix spp.). Di particolare interesse sono le garighe sviluppatesi sugli affioramenti ofiolitici, che ospitano un popolamento floristico di grande interesse, con specie esclusive delle serpentine tosco-liguri quali Alyssum bertolonii, Centaurea aplolepa, Stachys recta var. serpentinii, Thymus striatus var. ophioliticus, Euphorbia nicaeensis subsp. prostrata. Di particolare interesse è anche la presenza dell'endemica tosco-emiliana Stipa etrusca. Sono presenti inoltre estese piantagioni di conifere, cipressi e cedri, in gran parte destinati ad essere sostituiti dalla vegetazione autoctona.
Il SIR è caratterizzato da una vegetazione ripariale arborea e arbustiva, prati pascoli e praterie secondarie, arbusteti, garighe su ofioliti. Presenza di:
- Euphorbia nicaeensis ssp. prostrata, endemismo serpentinicolo della Toscana. È specie abbastanza rara con areale frazionato, presente solo su alcuni substrati ofiolitici.
- Thymus acicularis var. ophioliticus, specie endemica dei substrati ofiolitici toscani.
- Stachys recta ssp. serpentini, specie endemica dei substrati ofiolitici toscani.

Altri popolamenti floristici caratteristici dei substrati ofiolitici.

## Strutture ricettive
Il Centro Visite, che la Riserva naturale Basso Merse condivide con la Riserva naturale Farma e la Riserva naturale La Pietra, è al servizio del Sistema delle Riserve Naturali provinciali ed è stato realizzato all'interno dell'edificio denominato "Casa Nova" in località Belagaio, nel comune di Roccastrada.